# Generalpolkovnik
Generalpolkovnik je najvišji generalski čin: nekatere oborožene sile imajo še višji čin podmaršala/maršala/feldmaršala. V Slovenski vojski tega čina ni.

## Seznami
- seznam generalpolkovnikov Wehrmachta

| Vojaški čini   |          |               |
| Nižji: General | Generali | Višji: Maršal |